# Отрешко Раїса Трохимівна
Раїса Трохимівна Отрешко (нар. 12 червня 1940, село Рудня-Жеревці, тепер Лугинського району Житомирської області) — українська радянська діячка, муляр будівельного управління № 1 Криворізького тресту «Криворіжпівнічрудбуд» Дніпропетровської області. Депутат Верховної Ради УРСР 9-го скликання.

## Біографія
Освіта середня.
З 1958 р. — учениця муляра, муляр будівельного управління № 1 Криворізького тресту «Криворіжпівнічрудбуд» Дніпропетровської області.
Член КПРС з 1969 року.
Потім — на пенсії у місті Кривому Розі Дніпропетровської області.

## Нагороди
- ордени
- медалі